# Diehl Mateer
Diehl Mateer, né le 4 juin 1928 à Philadelphie et mort le 22 septembre 2012 à Rectortown, est un joueur de squash représentant les États-Unis. Il est le seul joueur amateur à remporter deux fois l'US Open en 1955 et 1959 et il est champion des États-Unis à trois reprises entre 1954 et 1960.
En 2000, Diehl Mateer fait partie de la classe inaugurale des intronisés au Temple de la renommée du squash américain.

## Biographie
Diehl Mateer est le plus grand joueur de squash amateur de l'histoire du squash américain.
Il remporte les inter-collèges les deux premières années où il était admissible, alors qu'il était au Haverford College. Il aurait pu s'emparer d'un troisième titre, mais le double national était prévu le même week-end et il ne voulait pas laisser tomber son partenaire. Certaines années, il a remporté tous les tournois amateurs proposés. Il gagne les championnats des États-Unis trois fois. Il perd quatre fois en finale, dont trois contre son grand rival Henri Salaün avec qui il apparaît sur la couverture du Sports Illustrated en 1958, la seule fois qu'un joueur de squash a fait la couverture de ce magazine,..
Il est le seul joueur amateur de squash à remporter l'US Open à deux reprises. Il bat à deux reprises deux Khans en une seule journée, notamment aux Internationaux des États-Unis de 1959 à Pittsburgh en demi-finale (Roshan Khan) et en finale (Hashim Khan), après avoir battu deux autres légendes internationales, Doug McLaggan et Dardir El Bakary, dans les tours précédents.
Diehl Mateer remporte le double national à 11 reprises, avec cinq partenaires différents dont un joueur, Cal McCracken, qui n'avait jamais joué dans un tournoi de double auparavant. Il a atteint la finale à neuf autres reprises (Jack Nicklaus en golf s'est classé deuxième dans un majeur 19 fois)  dont deux avec son fils Gil. Il joue dans tous les championnats nationaux de double sauf un de 1946 à 1983.
Honorable joueur de tennis, il atteint le 2e tour du Championnat des États-Unis en 1951.
Il meurt en septembre 2012 à l'âge de quatre-vingt-quatre ans d'une insuffisance cardiaque. Sa seconde femme Ann rapporte que les médecins avaient découvert à l'autopsie que le cœur de Diehl Mateer était beaucoup plus petit que prévu, qu'il avait dû avoir un rhumatisme articulaire aigu dès son enfance. C'était incroyable, ont dit les médecins, avec un cœur de cette taille qu'il jouait au squash, et encore plus au niveau national.

## Palmarès

### Titres
- US Open : 2 titres (1955, 1959)
- Championnats des États-Unis : 3 titres (1954, 1956, 1960)

### Finales
- Championnats des États-Unis : 4 finales (1955, 1958, 1959, 1961)